# Jesper Westermark
Jesper Jonasson Westermark (sinh ngày 25 tháng 7 năm 1993) là một cầu thủ bóng đá người Thụy Điển thi đấu cho GAIS ở vị trí tiền đạo.